# Apophua leucotretae
Apophua leucotretae är en stekelart som först beskrevs av Wilkinson 1931.  Apophua leucotretae ingår i släktet Apophua och familjen brokparasitsteklar. Inga underarter finns listade i Catalogue of Life.